# Женев'єва Казіль
Женев'єва Казіль, власне прізвище Vanneufville (фр. Geneviève Casile, фр. Geneviève Vanneufville; нар.. 15 серпня 1937, Булонь-Біянкур, О-де-Сен, Іль-де-Франс, Франція) — французька акторка театру і кіно, популярна в 1970-х роках. Радянським кіноглядачам відома головним чином за ролями королів в історичних міні-серіалах — Ізабелли в міні-серіалі «Прокляті королі» за однойменним циклом романів Моріса Дрюона та Марії-Антуанетти в міні-серіалі «Марія-Антуанетта».

## Життєпис
Французька акторка театру та кіно Женев'єва Казіль народилася 15 серпня 1937 року в Булонь-Біянкур, передмісті Парижа, у Франції. Дідусь майбутньої актриси був художником, батько — інженером, мати — художницею та музикантом. Женев'єва з дитинства росла у творчому середовищі та захоплювалася музикою, живописом та танцями. З 4-річного віку танцювала у трупах Ролана Петі та Моріса Бежара. Закінчила консерваторію в Реймсі за класом фортепіано та теорії музики. Потім звернулася до драматичного театру, вступила до Національної консерваторії драматичного мистецтва в Парижі, закінчила драматичні курси, засновані Рене Симоном, за класом Жана-Луї Барро і Жоржа Шармана.

### Творчість
Женев'єва Казіль — одна з провідних акторок театру «Комеді Франсез», в якому пропрацювала кілька десятиліть починаючи з 1959 року (з 1994 року — Почесний член). На сцені цього театру (та інших французьких театрів) протягом кількох десятиліть актриса зіграла безліч ролей більш ніж у 88 виставах, — в основному, у класичному репертуарі: у п'єсах Жана Расіна, П'єра Корнеля, Евріпіда, Мольєра, П'єра Бомарше, Едмона Ростана, Віктора Гюго, Ежена Скріба, П'єра Маріво, Жана Жироду, Жана Ануя, Жана Кокто, Фрідріха Шіллера, Лопе де Вегіа, Вільяма Шекспіра, Оскара Вайлда та інших драматургів.
Одна з найкращих ролей актриси в театрі «Комеді Франсез» — Роксана у спектаклі « Сірано де Бержерак» за п'єсою Едмона Ростана. Серед театральних ролей актриси — Андромаха, Електра, Вереніка, Клітемнестра, Марія Стюарт, Лукреція Борджіа, Хімена, донья Сіль, графиня Альмавіва, донна Анна, та багато інших. У 1976 році зіграла маркізу Чібо в театральній виставі (демонстрованому на телебаченні) режисера Франка Дзеффіреллі «Лорензаччо» за Альфредом де Мюссе. Пробувала себе як співачка: 1985 року заспівала Кармен у театральній виставі, що демонструвалася на телебаченні.
У кіно та на телебаченні Женев'єва Казіль знімалася рідше, ніж виступала у театрі. Найбільшу популярність актрисі принесли ролі принцес і королів — прекрасних, трохи холоднуватих, гордих і гордовитих. Зокрема, ролями в міні-серіалах: Ізабелла Французька, донька короля Франції Філіппа IV Красивого і королева Англії («Французька вовчиця») у міні-серіалі « Прокляті королі» (1972) режисера Клода Барма за однойменним циклом романів Моріса Дрюона; королева Франції Марія-Антуанетта в міні-серіалі "Марія-Антуанетта " (1975) режисера Гі-Андре Лефранка. У деяких європейських країнах на телебаченні демонструвався (випущений у Франції на DVD) міні-серіал «Катрін», знятий в 1986 році за однойменним циклом романів Жюльєтти Бенцоні, в якому актриса Женев'єва Казіль зіграла роль королеви Іоланди Арагонської .

### родина
- Дочка — Елен Бабу — театральна актриса.

## Визнання та нагороди
- Кавалер Ордену Почесного легіону
- Офіцер Ордену Мистецтв та літератури
- Офіцер Ордену «За заслуги»
- Почесний член французького театру "Комеді Франсез " з 1994 року
- Театральні премії, серед яких:
  - 1969 — Приз Тереза Марні (фр. Thérèse Marney)
  - 1998 — Премія імені Мольєра (національна театральна премія Франції) у категорії «Найкраща актриса другого плану» за роль у театральній виставі «Милий друг»

## Вибрана фільмографія
1. 1961 — Лукреція Борджіа та гарна дама з Феррари (телебачення) / Lucrèce Borgia ou La bonne dame de Ferrare — Лукреція Борджіа
2. 1961 — Графіня де Монсоро (телебачення) / La dame de Monsoreau — Діана де Мерідор
3. 1961 — Мертва королева (телебачення) / La Reine morte — Інес де Кастро
4. 1962 — Сім смертних гріхів / Les sept péchés capitaux — Рита Джерлі
5. 1962 — Сто років кохання: господиня кузні, кохання, фортепіано та Сафо / Cent ans d'amour: Le maître de forges, Amour et piano et Sapho .
6. 1963 — Горацій (телебачення) / Horace — Сабіна
7. 1964 — Дорога у Версаль (телебачення) / La route de Versailles — мадам Дюбаррі
8. 1965 — Галантні свята / Les fêtes galantes — принцеса Олена
9. 1965 — Цинна (телебачення) / Cinna — Емілія
10. 1966 — Сюркуф, тигр семи морів / Surcouf, le tigre des sept mers — Марія-Крістіна
11. 1967 — Лицар на прізвисько «Буря» (міні- серіал).
12. 1968 — Грозовий перевал (телебачення) / Les hauts de Hurlevent — Кетрін Ерншо
13. 1968 — Насолода в чесноті (телебачення) / La Volupté de l'honneur — Агата Ренні
14. 1970 — Принцеса Еліди (телебачення) / La princesse d'Elide — принцеса Еліди
15. 1972 — Прокляті королі (міні-серіал) / Les rois maudits — Ізабелла Французька
16. 1972 — Електра (телебачення) / Électre — Електра
17. 1972 — Вчені жінки (телебачення) / Les Femmes savantes — Арманда
18. 1974 — Ежен Сю (телебачення) / Eugène Sue — герцогиня де Розан
19. 1975 — Марія-Антуанетта (міні-серіал) / Marie-Antoinette — Марія-Антуанетта
20. 1975 — Ундіна / Ondine — Берта
21. 1976 — Ернані / Hernani — донья Сіль
22. 1976 — Леді Годіва (міні-серіал) / Lady Godiva — леді Годіва
23. 1976 — Склянка води (телебачення) / Le verre d'eau — Анна, королева Англії
24. 1976 — Лорензаччо (телебачення) / Lorenzaccio — маркіза Чібо
25. 1977 — Одруження Фігаро (телебачення) / Le Mariage de Figaro — графиня
26. 1979 — Марія Стюарт (телебачення) / Marie Stuart — Марія Стюарт
27. 1980 — Венеціанський купець (телебачення) / Le marchand de Venise — Порція
28. 1985 — Балкон / Le Balcon — Кармен
29. 1986 — Катрін (міні-серіал) / Catherine — Іоланда Арагонська
30. 1989 — Дочка Єви (телебачення) / Une fille d'Ève — маркіза д'Еспар
31. 1990 — Ласенер / Lacenaire — мати Ласнера
32. 1995 — Французька жінка / Une femme française — Соланж
33. 2004 — Смутні води (телебачення) / Les eaux troubles — Жаклін Гардон
34. 2004 — Прогулянка / Le promeneur du champ de Mars — Симона Пікарра
35. 2006 — Квітень / Avril — мати Марі-Жозе
36. 2009 — Відпусти, потяг (Потяг) / Partir — мати Семюела
37. 2009 — Розлучення / Divorces! — мати Валентини
38. 2012 — Як шеф / Comme un chef — мати Беатріс